# シンギュラリティは近い
『シンギュラリティは近い』（シンユラリティはちかい、The Singularity Is Near）は、レイ・カーツワイルの著書。

## 概要
この著作ではAIは2029年には人間並みの知能を得て、チューリング・テストに合格するということを予測していた。
シンギュラリティでは過去何百万年に起こった全ての変化を、次のたった5分の変化が凌駕するものとのこと。
日本ではNHK出版から2007年1月25日に『ポスト・ヒューマン誕生 コンピュータが人類の知性を超えるとき』の題で出版されたのち、2016年4月26日には、内容を一部抜粋した「エッセンス版」も同社から出版された。
2024年11月25日、続編となる『シンギュラリティはより近く: 人類がAIと融合するとき (en) 』が日本で出版された。